# Чоловік з тисячами облич
Чоловік з тисячами облич (ісп. El hombre de las mil caras) — іспанський фільм детективно-кримінального жанру 2016 року режисера Альберто Родрігеса. Стрічка відзначена двома преміями «Гоя».

## Головні ролі
| Актор            | Роль                   |
| ---------------- | ---------------------- |
| Едуард Фернандес | Франціско Пако         |
| Хосе Коронадо    | Хесус Камос            |
| Карлос Сантос    | Луіс Рольдан           |
| Марта Етура      | Нівес Фернандес Пуерто |
| Луїс Кальєхо     | Хуан Альберто Белч     |